# Włodzimierz Stefański (polityk)
Włodzimierz Marian Stefański (ur. 16 lipca 1938 w Piotrkowie Trybunalskim) – polski działacz partyjny i państwowy, wojewoda piotrkowski (1981–1987).

## Życiorys
Syn Leonarda i Petroneli. Od 1963 członek Polskiej Zjednoczonej Partii Robotniczej. W latach 70. był naczelnikiem powiatu Piotrków Trybunalski. W latach 1975–1981 pozostawał członkiem Komitetu Wojewódzkiego PZPR w Piotrkowie Trybunalskim, zasiadał także w tamtejszej egzekutywie. Od czerwca 1975 pełnił funkcję wicewojewody piotrkowskiego, a od 1981 do 1987 wojewody. Zastąpił go Mieczysław Szulc.